# St. Leon-Rot
St. Leon-Rot este o comună din landul Baden-Württemberg, Germania. Se află la o altitudine de 107 m deasupra nivelului mării. Are o suprafață de 25,56 km². Populația este de 13.948 locuitori, determinată în 31 decembrie 2023, prin actualizare statistică[*].